# Línea 25 (EMT Málaga)

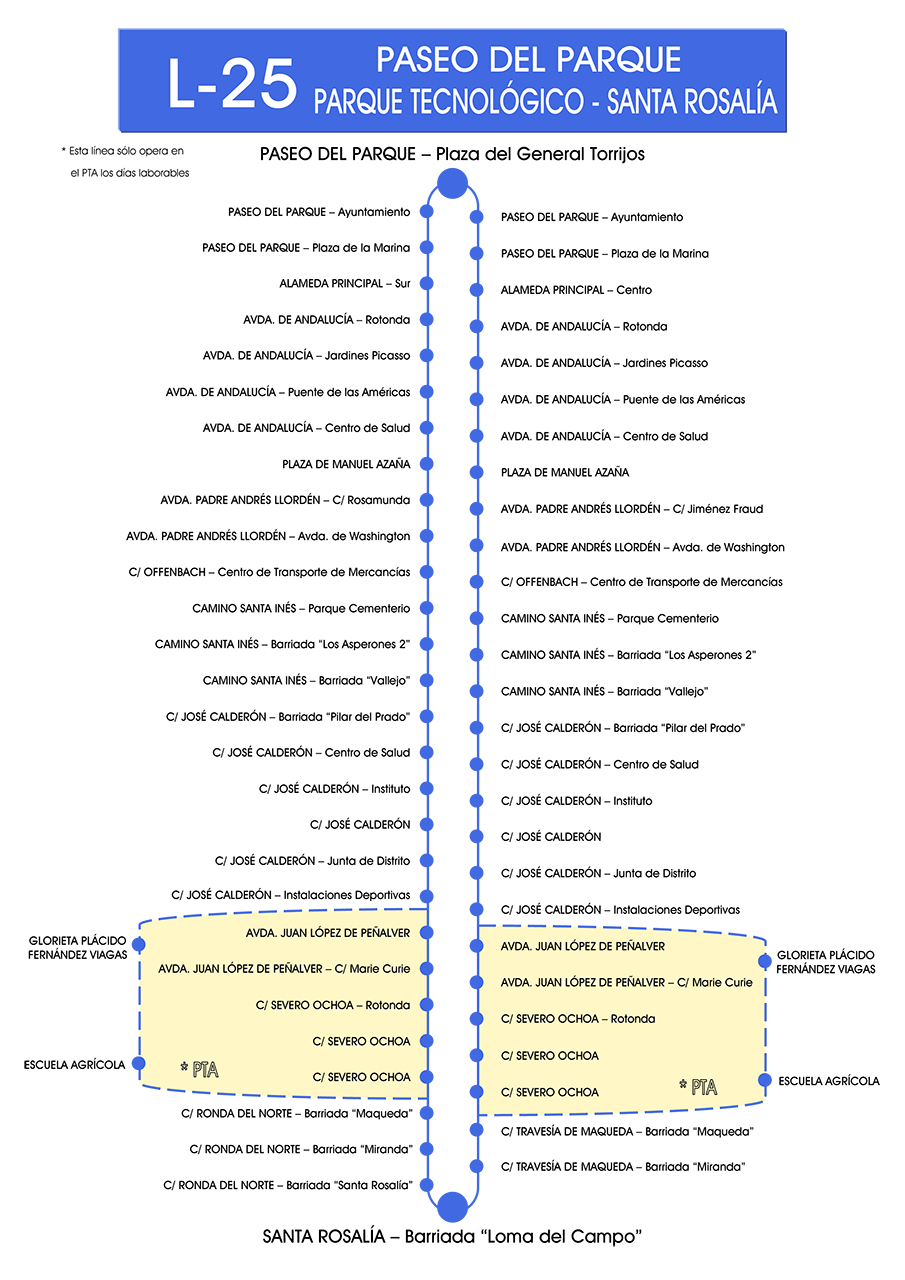
Itinerario de la Línea 25

La línea 25 de la EMT de Málaga sirve como eje de comunicación entre el Centro de Málaga y Campanillas, pasando por el interior del Parque Tecnológico de Andalucía.
Su recorrido comienza en la Plaza del General Torrijos (al final del Paseo del Parque) y finaliza en Loma del Campo, en Campanillas.

## Características
El recorrido de la línea está diseñado para conectar el distrito de Campanillas de una manera semidirecta a través de la A-357, pasando por Los Asperones, Campanillas, el Parque Tecnológico y por último Santa Rosalía-Maqueda.
A finales de los años 90, surgió la necesidad de una red de autobús entre el recién nacido Parque Tecnológico y el centro de la ciudad, por lo que se proyectó y puso en funcionamiento esta línea, con inicio en el Muelle de Heredia y cabecera en la tecnópolis. A principios del año 2000, se decidió prolongar la línea hasta Campanillas, donde la concesión pertenecía a la empresa de transportes Herederos de Francisco Olmedo Gutiérrez. Por esto, en el año 2007 Olmedo presentó una denuncia, causando la cancelación del recorrido de esta línea por Campanillas y estableciendo la cabecera como en un principio en la ciudad tecnológica. Poco tiempo después, se le devolvió a la línea su recorrido habitual.

### Material Móvil

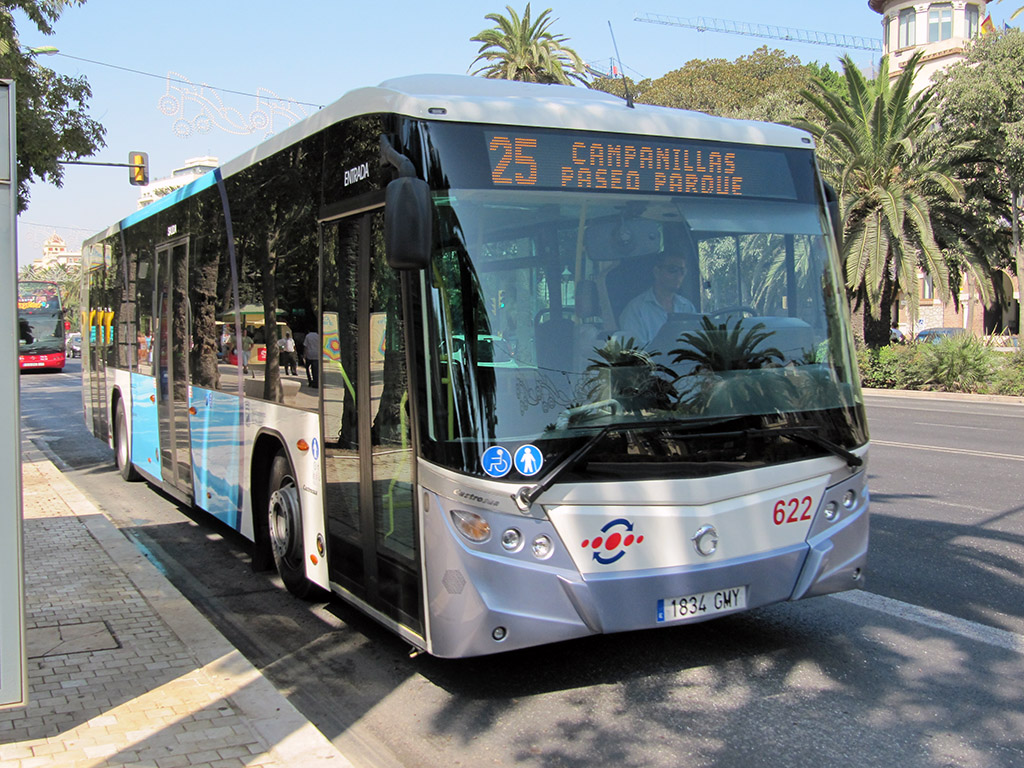
Un Iveco Irisbus Castrosua Magnus en esta línea

Esta línea no tiene ningún modelo de autobús asignado. Dependiendo, en parte, de la hora del día. Esta línea circula tanto con autobuses articulados, cómo de estándar (12 metros)

## Horarios

### Laborables
| 6  | 7                 | 8           | 9           | 10       | 11          | 12       | 13          | 14          | 15          | 16          | 17          | 18       | 19          | 20       | 21    | 22    | 23 |
| 30 | 00 14 25 35 45 55 | 07 20 35 51 | 08 25 41 58 | 14 30 47 | 03 20 36 53 | 10 27 43 | 00 15 30 45 | 00 15 30 45 | 00 15 30 45 | 00 16 32 48 | 05 22 38 54 | 11 27 45 | 01 17 33 50 | 07 25 45 | 10 45 | 05 30 | 00 |

| 6     | 7        | 8              | 9           | 10          | 11          | 12       | 13       | 14          | 15          | 16       | 17       | 18          | 19       | 20          | 21       | 22 | 23 |
| 00 30 | 00 25 45 | 00 13 24 35 47 | 00 15 30 45 | 00 15 30 46 | 03 20 36 53 | 10 27 47 | 07 27 45 | 00 15 30 45 | 00 18 36 54 | 12 30 46 | 05 23 40 | 00 20 40 58 | 14 30 47 | 03 19 35 52 | 10 30 57 | 25 | 07 |

### Sábados
| 6  | 7     | 8        | 9        | 10       | 11       | 12       | 13       | 14    | 15       | 16    | 17       | 18       | 19       | 20    | 21       | 22 | 23 |
| 30 | 05 35 | 00 20 40 | 00 20 40 | 00 20 40 | 00 20 40 | 00 20 40 | 00 20 45 | 10 35 | 00 25 50 | 15 40 | 10 35 50 | 10 30 45 | 00 25 50 | 15 40 | 05 25 50 | 20 | 10 |

| 6     | 7        | 8     | 9        | 10       | 11       | 12       | 13       | 14       | 15       | 16    | 17       | 18    | 19       | 20    | 21       | 22    |    |
| 00 30 | 00 25 50 | 15 40 | 00 20 40 | 00 20 40 | 00 20 40 | 00 20 40 | 00 20 40 | 00 20 40 | 00 25 50 | 15 40 | 05 30 55 | 20 45 | 10 25 50 | 15 40 | 05 30 50 | 15 40 | 30 |

### Festivos
| 7        | 8        | 9     | 10       | 11    | 12       | 13    | 14    | 15       | 16    | 17       | 18       | 19       | 20    | 21       | 22 | 23 |
| 00 30 45 | 05 30 50 | 10 40 | 05 30 55 | 20 40 | 05 30 55 | 20 45 | 10 35 | 00 25 50 | 15 40 | 10 35 50 | 10 30 45 | 00 25 50 | 15 40 | 05 25 50 | 20 | 00 |

| 7     | 8        | 9        | 10    | 11       | 12    | 13    | 14       | 15    | 16       | 17    | 18       | 19    | 20       | 21    | 22 |
| 00 30 | 00 15 35 | 00 25 50 | 15 40 | 05 30 55 | 20 45 | 10 35 | 00 25 50 | 15 40 | 05 30 55 | 20 45 | 10 25 50 | 15 40 | 05 30 50 | 15 40 | 30 |

## Recorrido

### Ida
Desde la Plaza del General Torrijos recorre todo el Parque y la Alameda. Atraviesa la Avenida de Andalucía en su totalidad, la avenida de Blas Infante, Andrés Llordén y Duque de Ahumada, hasta la altura del CTM. Desde ahí, se dirige al Parque Cementerio y toma dirección Campanillas por el Camino de Santa Inés. Da servicio a este barrio por la calle José Calderón hasta el final de ésta. A partir de aquí, los días laborables entra por el Parque Tecnológico y da un rodeo para finalmente desembocar en la Travesía de Maqueda; los sábados y festivos no entra al Parque para tomar directamente la Travesía. Continúa por esta vía y finaliza su recorrido en Loma del Campo.
| Parada                                         | Código de Parada | Conexión EMT     | Lugares de interés  |
| ---------------------------------------------- | ---------------- | ---------------- | ------------------- |
| Plaza del General Torrijos                     | 1901             |                  |                     |
| Paseo del Parque - Ayuntamiento                | 164              | 1, 4, 14, 37, C1 | Ayuntamiento        |
| Paseo del Parque - Plaza de la Marina          | 1803             | 1, 4, 14, 37, C1 | Diputación          |
| Alameda Principal - Centro                     | 1208             |                  |                     |
| Avenida de Andalucía - Rotonda                 | 1402             | N4               |                     |
| Avenida de Andalucía - Jardines de Picasso     | 1403             | 20, N4           | Jardines de Picasso |
| Avenida de Andalucía - Puente de las Américas  | 1404             | 20, N4           | Edificio Negro      |
| Avenida de Andalucía - Centro de Salud         | 1405             | 20, N4           | Centro de Salud     |
| Plaza de Manuel Azaña                          | 2003             | 20, N4           |                     |
| Avda. Andrés Llordén - Jiménez Fraud           | 2502             |                  |                     |
| Avda. Andrés Llordén - Avda. Washington        | 2503             |                  |                     |
| Offenbach - Centro de Transportes y Mercancías | 2504             |                  |                     |
| Camino Santa Inés - Parque Cementerio          | 2505             |                  |                     |
| Camino Santa Inés - Los Asperones 2            | 2506             |                  |                     |
| Camino Santa Inés - Vallejo                    | 2507             | 28               |                     |
| José Calderón - Pilar del Prado                | 2508             | 28               |                     |
| José Calderón - Centro de Salud                | 2509             | 28               | Centro de Salud     |
| José Calderón - Instituto                      | 2510             | 28               |                     |
| José Calderón                                  | 2511             | 28               |                     |
| José Calderón - Junta de Distrito              | 2512             | 28               |                     |
| José Calderón - Instalaciones Deportivas       | 2513             |                  | Pistas deportivas   |
| Glorieta Plácido Fernández Viagas              | 2514             |                  | Parque Tecnológico  |
| Travesía de Maqueda - Escuela Agrícola         | 2515             |                  |                     |
| Avda. Juan López Peñalver                      | 2519             |                  |                     |
| Avda. Juan López Peñalver - Marie Curie        | 2520             |                  |                     |
| Severo Ochoa - Rotonda                         | 2522             |                  |                     |
| Severo Ochoa                                   | 2523             |                  |                     |
| Severo Ochoa                                   | 2524             |                  |                     |
| Travesía de Maqueda - Maqueda                  | 2516             |                  |                     |
| Travesía de Maqueda - Miranda                  | 2517             |                  |                     |
| Santa Rosalía - Loma del Campo                 | 2551             |                  |                     |

### Vuelta
Vuelve al núcleo de Maqueda desde Loma del Campo por calle Ronda Norte, vuelve a la travesía y entra al Parque Tecnológico (los días no laborables continúa hasta José Calderón). Desde aquí, hace todo el recorrido a la inversa por el parque hasta incorporarse a José Calderón, vuelve por Camino Santa Inés y gira a la derecha a la altura del Parque Cementerio hacia el CTM. Desde allí tomará la A-357, hacia Málaga pasando por Duque de Ahumada, Andrés Llordén, Blas Infante y Avenida de Andalucía. Recorre la Alameda y el Parque para finalizar su recorrido en la Plaza del General Torrijos.
| Parada                                         | Código de Parada | Conexión EMT  | Lugares de interés  |
| ---------------------------------------------- | ---------------- | ------------- | ------------------- |
| Santa Rosalía - Loma del Campo                 | 2551             |               |                     |
| Ronda Norte - Santa Rosalía                    | 2552             |               |                     |
| Ronda Norte - Miranda                          | 2571             |               |                     |
| Ronda Norte - Maqueda                          | 2553             |               |                     |
| Travesía de Maqueda - Escuela Agrícola         | 2554             |               |                     |
| Glorieta Plácido Fernández Viagas              | 2555             |               | Parque Tecnológico  |
| Severo Ochoa                                   | 2572             |               |                     |
| Severo Ochoa                                   | 2573             |               |                     |
| Severo Ochoa - Rotonda                         | 2574             |               |                     |
| Avda. Juan López Peñalver - Marie Curie        | 2569             |               |                     |
| Avda. Juan López Peñalver                      | 2575             |               |                     |
| José Calderón - Instalaciones Deportivas       | 2556             |               | Pistas deportivas   |
| José Calderón - Junta de Distrito              | 2557             | 28            |                     |
| José Calderón                                  | 2558             | 28            |                     |
| José Calderón - Instituto                      | 2559             | 28            |                     |
| José Calderón - Centro de Salud                | 2560             | 28            | Centro de Salud     |
| José Calderón - Pilar del Prado                | 2561             | 28            |                     |
| Camino Santa Inés - Vallejo                    | 2562             | 28            |                     |
| Camino Santa Inés - Los Asperones 2            | 2563             |               |                     |
| Camino Santa Inés - Parque Cementerio          | 2564             |               |                     |
| Offenbach - Centro de Transportes y Mercancías | 2565             |               |                     |
| Avda. Andrés Llordén - Avda. Washington        | 2566             |               |                     |
| Avda. Andrés Llordén - Rosamunda               | 2567             |               |                     |
| Plaza de Manuel Azaña                          | 2055             | 20, N4        |                     |
| Avenida de Andalucía - Centro de Salud         | 1460             | 20, N4        | Centro de Salud     |
| Avda. de Andalucía - Puente de las Américas    | 1461             | 20, N4        | Edificio Negro      |
| Avda. de Andalucía - Jardines de Picasso       | 1462             | 20, 31, N4    | Jardines de Picasso |
| Avda. de Andalucía - Rotonda                   | 1463             | 20, 31, N4    |                     |
| Alameda Principal - Sur                        | 1861             | 14,           |                     |
| Paseo del Parque - Plaza de la Marina          | 366              | 3, 14, 16, 19 | Diputación          |
| Paseo del Parque - Ayuntamiento                | 367              | 3, 14, 16, 19 | Ayuntamiento        |
| Plaza del General Torrijos                     | 1901             |               |                     |

### Línea 225
Todos los años entra en servicio en el período de la Feria de Agosto una línea especial hacia la feria, que iguala el recorrido de la línea primitiva, pero a partir de un punto, toma como destino la feria. Se diferencia por tener en el indicador luminoso como destino "Feria". Desde el año 2007 hasta el fin de la concesión, este servicio lo presta Olmedo. El recorrido se adapta a la línea 130 del Consorcio de Transportes, de la misma empresa.